# Amarante (Maside)
Amarante (llamada oficialmente Santa María de Amarante) es una parroquia del municipio español de Maside, en la provincia de Orense, Galicia.

## Organización territorial
La parroquia está formada por diez entidades de población:
- Agro da Quinta (O Agro de Quinta)
- Aldeíñas (A Aldeíña)
- Casanova (A Casanova)
- Corzos
- Dacón
- Fonteboa
- Fontela (A Fontela)
- Gulfar
- Pousada
- Santián

## Demografía
| Gráfica de evolución demográfica de Amarante entre 2000 y 2022 |
|                                                                |
| Datos según el nomenclátor publicado por el INE.               |